# DJ Dado
DJ Dado, pseudonimo di Flavio D'Addato (Milano, 6 gennaio 1967), è un disc jockey italiano.

## Biografia
Flavio Daddato si avvicina alla musica fin da bambino. Da adolescente, iniziando a frequentare le discoteche milanesi, entra in contatto con Roberto Turatti, il quale lo inizia all'arte del missaggio; D'Addato diventa così assistente e sostituto di Turatti presso le discoteche in cui il dj operava. Nel 1988, Sostenuto dal padre, D'Addato prende in gestione il negozio di dischi ed attrezzatura musicale Dj Choice, in viale Monza 233 a Milano; l'anno seguente acquista il negozio divenendone proprietario. All'inizio degli anni novanta fa la conoscenza di Roberto Gallo Salsotto, produttore e disc-jockey attivo nella scena dance italiana. Daddato era già da tempo alla ricerca di un collaboratore per pubblicare dei brani musicali e nel 1993, tramite la Disco Magic di Severo Lombardoni, pubblica con lo pseudonimo Flavio Dado e assieme a Gallo Salsotto e Francesco Becchetti (indicati con l'alias 2 System) il suo primo singolo, This Generation. Poco tempo dopo esce un secondo singolo, il primo firmato con il nome d'arte definitivo Dj Dado, Peace & Unity, sempre in collaborazione coi 2 System e la Disco Magic. Seguono diverse pubblicazioni ed un album, passate abbastanza inosservate fino all'uscita, nel 1996, del singolo X-Files: il brano è un remix della colonna sonora della serie televisiva The X-Files in chiave dream trance, un genere emergente della musica elettronica. Il produttore credette a tal punto nel progetto che, nonostante il brano non stesse riscuotendo un grande successo nelle radio italiane, riuscì a far invitare Daddato a Top of the Pops; il brano fu un successo mondiale, arrivando a raggiungere la seconda posizione nelle classifiche di vendita nel Regno Unito. Il successo prosegue con la pubblicazione di altri brani, fra i quali Metropolis, remix del brano The legend of Babel di Giorgio Moroder, che rendono Dj Dado uno dei maggiori esponenti del filone dream trance. Nello stesso anno, Daddato firma un contratto con la Time Records. Nel 1997, con l'aiuto di Giacomo Maiolini, il quale temeva che la carriera del disc-jockey milanese potesse scemare con il filone musicale da lui interpretato, invita Dj Dado a sperimentare sonorità più pop: il dj allora chiede alla cantante statunitense Michelle Weeks di collaborare nella produzione di un brano: il risultato è Give Me Love, canzone dalle influenze più dance ed il primo pezzo non strumentale del dj. Il brano si rivelò un grande successo in Italia ed all'estero, portando Dj Dado a partecipare al Festivalbar di quell'anno. Il successo fu riconfermato l'anno seguente, con Forever, sempre in collaborazione con la cantante statunitense. Sempre nel 1998, Dj Dado riceve una nomination per i Grammy Awards per il brano "When Will You Learn". Nel 1999 Dj Dado inizia a collaborare anche con Molella per la rubrica Megamix su Radio DeeJay, collaborazione che continuerà sino al 2003. Dopo aver prodotto un altro brano con la Weeks, l'artista continua a pubblicare altri album, associando alla produzione di brani inediti, il remix di artisti quali Jean Michel Jarre e Vasco Rossi. Nel 2004, con il cambio dei gusti del panorama musicale, Dj Dado firma un ultimo singolo, Theme From The Warriors, prima di sospendere la sua carriera di produttore.

Negli anni duemila e dieci, Dj Dado prosegue la carriera come dj in eventi e discoteche, in particolare a Milano, proponendo serate house e revival. Nel 2021 pubblica un nuovo singolo assieme a Simone Jay.
Maggio 2025 Dj Dado si affianca allo scrittore Tony Mongelli Writescape e con Erga Edizioni viene pubblicato il libro "Dj Dado Soundscapes dream music & ai " una biografia romanzata polisensoriale con al suo interno audio  e video immersivi , il libro si piazza tra i primi 10 della classifica Amazon e resta nella top 100

## Discografia

### Album studio
- 1995 – The Films Collection
- 1996 – The Album
- 1998 – Greatest Hits & Future Bits
- 1999 – Greatest Themes'99

### Singoli
- 1993 – This generation (come Flavio Dado & 2 System)
- 1993 – Rhythm of Pleasure (come Rhythm of Pleasure)
- 1993 – Peace & Unity
- 1994 – The Same
- 1994 – Check It Up (with Nando Vanelli)
- 1996 – Face It
- 1996 – X-Files
- 1996 – Metropolis - The Legend Of Babel
- 1996 – Mission Impossible
- 1996 – Dreaming
- 1997 – Revenge
- 1997 – Coming Back (DJ Dado & Michelle Weeks) (Composto insieme al Team Antiqua Studio di Casteggio PV)
- 1997 – Millennium (DJ Dado & Dirty Minds)
- 1997 – Shine On Your Crazy Diamond (D.D. Pink & DJ Dado)
- 1998 – Give Me Love (DJ Dado vs. Michelle Weeks) (Composto dal Team Antiqua Studio di Casteggio PV)
- 1998 – Ready Or Not (DJ Dado & Simone Jay) (Composto dal Team Antiqua Studio di Casteggio PV)
- 1998 – Give Me Love, Part Two (Composto insieme al Team Antiqua Studio di Casteggio PV)
- 1999 – Forever (DJ Dado feat. Michelle Weeks) (Composto insieme al Team Antiqua Studio di Casteggio PV)
- 1999 – One & Only (DJ Dado & Nina)
- 2000 –  Where Are You (DJ Dado & Nu-B-Ja)
- 2001 – You And Me (DJ Dado & J.White)
- 2002 – X-Files Theme 2002 (DJ Dado vs Light)
- 2004 – Theme From The Warriors (DJ Dado feat. Dr Feelx)
- 2021 –  Flying Higher (DJ Dado feat. Simone Jay)
- 2022 - “ My Love” (DJ Dado feat. B’Wani)

### Compilation
- 1996 – Odyssey One Compilation'
- 1996 – X File Compilation
- 1999 – Hit Dance 2000'

## LIBRI
- 2025 - DJ DADO SOUNDSCAPES DREAM MUSIC & AI di Tony Mongelli e Flavio D'Addato con Erga Edizioni